# Die Hard Arcade
Die Hard Arcade (Dynamite Deka au Japon) est un beat them all en 3D de Sega sorti en 1996 sur Sega Titan Video, puis sur Saturn en 1997.
Le jeu a été réédité sur PlayStation 2 sous le titre Sega Ages 2500 Series Vol. 26: Dynamite Deka.

## Scénario
Le joueur incarne l'agent John McClane qui doit sauver la fille du président, récemment enlevée.

## Système de jeu
De nombreux combos sont possibles, le joueur peut se servir d'éléments du décor (chaises, tables, planches, couteaux) contre les ennemis. Il dispose d'une barre d'énergie, mais l'état de ses habits fournit aussi ce renseignement : plus il est touché par les ennemis et plus ils sont abîmés, jusqu'à tomber en lambeaux et disparaître.
À certains moments surviennent des phases de QTE (pour Quick Time Event) : un bouton apparaît à l'écran et s'il est pressé à temps une action est exécutée par les personnages (par exemple esquiver un coup ennemi et riposter), ou si un mauvais bouton est pressé, ou que le bouton est pressé trop tard l'action échoue et le joueur perd de l'énergie ou doit affronter plus d'ennemis.

## À noter
- Nommé Dynamite Deka au Japon, le jeu n'a pas de rapport avec la série de films Die Hard (voir Piège de cristal, 58 minutes pour vivre et Une journée en enfer). Il fut rebaptisé Die Hard Arcade pour la distribution hors du Japon à la suite d'un accord entre Sega et la Twentieth Century Fox.

## Suite
Il existe deux suites : Dynamite Cop (sorti en 1998 sur arcade et Dreamcast) et Dynamite Deka EX: Asian Dynamite (sorti en 2007 en arcade sur Naomi).